# Ulrich Manouan
Ulrich Elyse Manouan (ur. 6 października 2001) – iworyjski zapaśnik walczący w obu stylach. Zajął 22. miejsce na mistrzostwach świata w 2022. Piąty na igrzyskach Afrykańskich w 2019. Brązowy medalista mistrzostw Afryki w 2022; szósty w 2019. Drugi na mistrzostwach Afryki juniorów w 2019; trzeci w 2018, 2019 i 2020 roku.